# 张明南
张明南（1918年—？），男，浙江宁海人，中国含能材料专家，曾任西安近代化学研究所所长、研究员、博士生导师。